# Faustino Rupérez
Faustino Rupérez (ur. 29 lipca 1956 w San Esteban de Gormaz) – hiszpański kolarz szosowy startujący wśród zawodowców w latach 1979–1985. Zwycięzca Vuelta a España (1980). 

## Najważniejsze zwycięstwa
- 1979 - Clásica de Ordizia
- 1980 - dwa etapy i klasyfikacja generalna Vuelta a España, Vuelta a Asturias
- 1981 - Dookoła Katalonii, Vuelta a Burgos
- 1982 - Clásica de Ordizia, Giro del Piemonte
- 1984 - Vuelta a Asturias